# 알레마니아 아헨

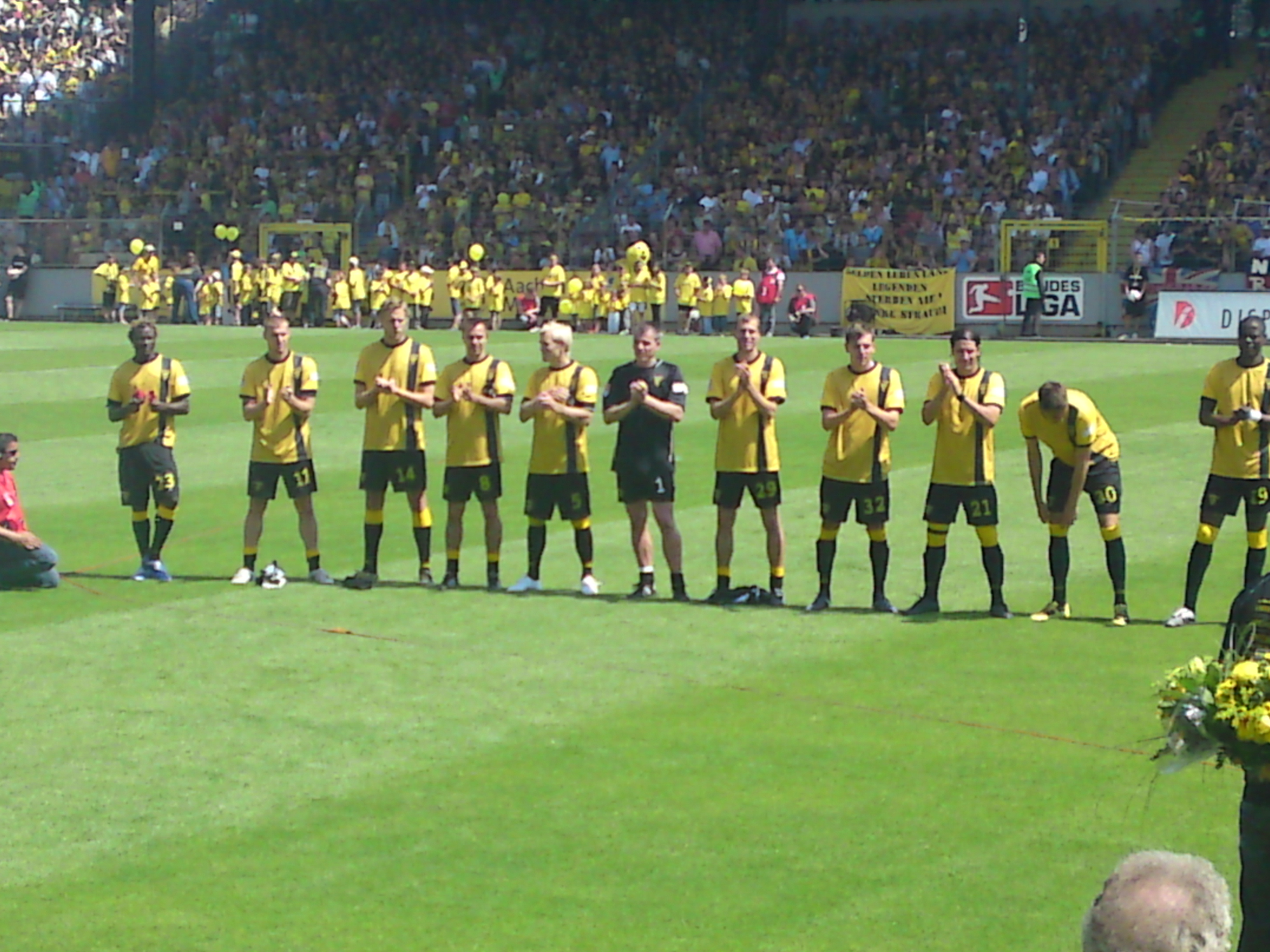

알레마니아 아헨(Alemannia Aachen)은 독일 노르트라인베스트팔렌주 아헨의 축구 클럽으로, 현재 레기오날리가 베스트에서 활동하고 있다.

## 성적
- 1 분데스리가
  - 준우승 1회 (1969)
- 2 분데스리가
  - 준우승 1회 (2006)
- DFB-포칼
  - 준우승 3회 (1953, 1965, 2004)

## 선수 명단

### 현역
참고: FIFA 자격 규정에 따라 소속된 국가대표팀 국기를 표시합니다. 선수는 복수의 FIFA 비회원국 국적을 가지고 있을 수 있습니다.
| 번호 | 포지션 | 국적 | 이름 |
| ---- | ------ | ---- | ---- |

| 번호 | 포지션 | 국적         | 이름          |
| ---- | ------ | ------------ | ------------- |
| 29   | FW     | 부르키나파소 | 다우다 벨레메 |

## 역대 감독
| 감독          | 임기 |
| ------------- | ---- |
| 기도 부흐발트 | 2007 |